# Babs Haenen
Barbera Elisabeth (Babs) Haenen (Amsterdam, 2 maart 1948) is een Nederlandse beeldend kunstenaar en keramist. Haenens oeuvre kan worden omschreven als expressief en impressionistisch; het samenspel van vormen, kleuren en motieven zijn kenmerkend voor haar werken. Ze laat zich voornamelijk inspireren door 16e en 17e-eeuwse schilderkunst en landschappelijke motieven.

## Leven en werk
Haenen groeide op in Amsterdam en volgde de opleiding Dansexpressie aan de Theaterschool. Ze specialiseerde zich enkele jaren op het gebied van dans, maar wanneer ze getroffen werd door een hernia en hieraan geopereerd moest worden ging ze op zoek naar een andere uitlaatklep voor haar creativiteit. Van 1974 tot 1979 studeerde ze aan de Gerrit Rietveld Academie, waar ze later van 1994 tot 2013 ook werkzaam is geweest als docent. Daarnaast werkte ze vanaf 1979 in een atelier samen met Gerard Blaauw, en heeft ze vanaf 1986 haar eigen atelier in Amsterdam.
Het dansverleden van Haenen is nog altijd tastbaar in haar werken, waarin beweging centraal staat. Daarnaast haalt ze inspiratie uit kledingpatronen en -motieven, 16e en 17e-eeuwse schilderkunst en landschappelijke motieven. Kleurgebruik speelt hierbij een belangrijke rol.
Haenens werk is opgebouwd uit verschillende lappen porselein. Deze lappen worden met de hand geplooid en gevormd, om zo tot een sculpturale vorm te komen. Ze mengt pigmenten in het porselein, en intensiveert en verandert deze tinten naar wens tijdens het bakken.
Tussen 2010 en 2018 werkte Haenen gedeeltelijk in haar eigen atelier in Jingdezhen. Ze werkte samen met Guanlin Wang, en produceerde hier de porseleincollectie Flow.
Haenen heeft verschillende nominaties en prijzen ontvangen, waaronder de Van Achterbergh-prijs in 2020.

### The Turbulent Vessel
In 1998 vond de solotentoonstelling The Turbulent Vessel. Babs Haenen - Ceramics 1991-1998 plaats in het Stedelijk Museum in Amsterdam. Onder dezelfde titel verscheen er ook een tentoonstellingscatalogus, geschreven door Marjan Boot. De titel van de tentoonstelling verwijst naar Haenens verleden in de dansexpressie.

### (Binnenhuis)architectuurprojecten
Naast potten, tafelstukken en servies heeft Haenen ook verschillende architectuurprojecten op haar naam staan. Een voorbeeld hiervan is Stadsschouwburg in Haarlem, waarvoor ze in opdracht van architect Erick van Egeraat porseleinen ornamenten heeft ontworpen en vervaardigd.
In 2020 ontwierp Haenen samen met kunstenaar Jacqueline Poncelet het behang voor The Magic Megève; een evenementenlocatie in Megève waar kunst, geschiedenis en ontspanning samenkomen. Ook heeft ze de schouw en een vloer voor het chalet ontworpen.

## Tentoonstellingen (selectie)
| Jaartal | Locatie                          | Tentoonstelling                                                           |
| ------- | -------------------------------- | ------------------------------------------------------------------------- |
| 1984    | Frans Hals Museum, Haarlem       |                                                                           |
| 1991    | Hetjens-Museum, Düsseldorf       |                                                                           |
| 1991    | Princessehof, Leeuwarden         | Babs Haenen. A Decade of Work                                             |
| 1998    | Stedelijk Museum, Amsterdam      | The Turbulent Vessel, Ceramics 1991-1998                                  |
| 2002    | Garth Clark Gallery, New York    | Additional Years: 1999, 1995, 1992, 1989, 1987                            |
| 2008    | Frans Hals Museum, Haarlem       |                                                                           |
| 2008    | De Hallen, Haarlem               |                                                                           |
| 2008    | ABC Architectuurcentrum, Haarlem |                                                                           |
| 2012    | Wim van Krimpen, Amsterdam       | En Route                                                                  |
| 2014    | VIVID, Rotterdam                 | serie: Scholar's Rock                                                     |
| 2015    | Ubi Gallery, Beijing             | (met Peter Hoogeboom)                                                     |
| 2017    | Two Cities Gallery, Shanghai     | En Route                                                                  |
| 2017    | Kunsthuis Waterland, Purmerend   | The Silk Road (met Wil van Blokland)                                      |
| 2018    | HostlerBurrows Gallery, New York |                                                                           |
| 2018    | Frozen Fountain, Amsterdam       |                                                                           |
| 2018    | Taste Contemporary, Geneve       |                                                                           |
| 2020    | Princessehof, Leeuwarden         | Beauty is in the Eye of the Beholder (n.a.v. winnen Van Achterberghprijs) |
| 2021    | Taste Contemporary, Geneve       | Pas de Deux (met Beppe Kessler)                                           |

## Collecties
- Rijksdienst voor het Cultureel Erfgoed: Zonder titel (1981), Zonder titel (1981), Zonder titel (1982), Bonte Koe (1983), Zonder titel (1983), Zonder titel (1985), Mistral (1987), Les Pavoisements Nautiques (1987), La Naissance du Paysage (1987)
- Stedelijk Museum Amsterdam: Plastiek (1981, 1982, 1983, 1986), Toscane Automnale (1985), Vormen en Kaders Scheppen Ruimte (1986), Achter de Coulissen (1986), Between your Rose Lips (1986), Double Face (1986), La Mer de Marmora (1987), Delfts Labyrinth II (1993), l'Aimable de M. Pédé (1996), Zonder titel (1997), Kennst du das Land, wo die Zitronen Blühn (2007)
- Keramiekmuseum Princessehof: Schaaltje (1976), Kommetje (1977), Creepy Animals (1984), Vaas (1985), Il Grido (1985), Noctuelles (1987), The Banks of Green Willow (1989), Vaas (1990), Paysage aux Solstice d'Hiver (1994), Vaas (1999), At the Fall I (2001), Farewell to Hsun Yang (2002), La Tulipe Cardinale (2011)
- Gemeentemuseum Den Haag: Vaas (1982), Vaas (1982), Vaas (1983), Résistance (2006), Frozen Flow (2007)
- Frans Hals Museum
- Museum Boijmans van Beuningen: Knipsels (1971), Kom (1979), Vaas (1982), Im Memoriam (1987), Le Grillage Changeant (1989), Kom (2018)
- Carnegie Museum of Art
- Metropolitan Museum of Art: The Deep Blue Sea (1988), Spring Dunes (1988), Misty Morning Memories (1992)
- Victoria & Albert Museum: Savage Kaolin (2008)
- Hetjens
- Museum of Contemporary Ceramic Art
- Cooper-Hewitt

## Publicaties
- In 2024 verscheen de publicatie Try and Treasure. Babs Haenen, met een tekstbijdrage van Maarten Asscher, een uitgave van uitgeverij Jap Sam Books / Archivorum.